# Velikij Novgorod
 Ikke at forveksle med Nizjnij Novgorod.
Velikij Novgorod (russisk: Великий Новгород, dansk: ~ Mægtige Novgorod, hvor velikij betyder "mægtig" og novgorod betyder "ny by", norrønt Holmgard) er en af Ruslands ældste og historisk vigtigste byer. Novgorod ligger ved den historiske rute mellem Moskva og Skt. Petersborg, ved floden Volkhov, som løber ud fra søen Ilmen. Byen er administrativt center for Novgorod oblast og har 222.669(2025) indbyggere.
De historiske monumenter i Novgorod og omegn blev optaget på UNESCOs verdensarvsliste i 1992 i henhold til kriterierne ii, iv og vi

## Geografi
Velikij Novgorod ligger i den nordvestlige del af den europæiske del af Den Russiske Føderation, 145 km sydøst for Sankt Petersborg og 552 km mod nordvest for Moskva. Fra syd til nord gennemskærer Volkhovfloden byen, der ligger 25 moh.. Byen har et areal på 90 km². Omkring 60 procent af det omkringliggende område er skov, især elm. Den sydlige del af Novgorod, nær søen Ilmen er meget sumpet. I det hele taget er Velikij Novgorod omgivet af store moser og skovområder, hvor der har været gravet tørv.

### Klima
| J F M A M J J A S O N D 30 −6 −12 23 −5 −12 28 0 −8 35 8 −1 41 17 6 63 21 10 74 22 12 72 20 11 63 14 6 55 8 2 52 1 −3 37 −3 −8 Gennemsnitlige max. og min. temperaturer i °C Nedbørsmængde i mm Kilde: Velikij Novgorod, climate-data.org |           |         |         |         |          |          |          |         |        |         |          |
| J | F         | M       | A       | M       | J        | J        | A        | S       | O      | N       | D        |
| 30 −6 −12 | 23 −5 −12 | 28 0 −8 | 35 8 −1 | 41 17 6 | 63 21 10 | 74 22 12 | 72 20 11 | 63 14 6 | 55 8 2 | 52 1 −3 | 37 −3 −8 |
| Gennemsnitlige max. og min. temperaturer i °C |           |         |         |         |          |          |          |         |        |         |          |
| Nedbørsmængde i mm |           |         |         |         |          |          |          |         |        |         |          |
| Kilde: Velikij Novgorod, climate-data.org |           |         |         |         |          |          |          |         |        |         |          |

| J                                             | F         | M       | A       | M       | J        | J        | A        | S       | O      | N       | D        |
| 30 −6 −12                                     | 23 −5 −12 | 28 0 −8 | 35 8 −1 | 41 17 6 | 63 21 10 | 74 22 12 | 72 20 11 | 63 14 6 | 55 8 2 | 52 1 −3 | 37 −3 −8 |
| Gennemsnitlige max. og min. temperaturer i °C |           |         |         |         |          |          |          |         |        |         |          |
| Nedbørsmængde i mm                            |           |         |         |         |          |          |          |         |        |         |          |
| Kilde: Velikij Novgorod, climate-data.org     |           |         |         |         |          |          |          |         |        |         |          |

Velikij Novgorod har koldt tempereret klima, ifølge Köppens klimaklassifikation Dfb. Byen har betydeligt nedbør. Selv i den tørreste måned er der meget regn. Den gennemsnitlige årlige temperatur i Velikij Novgorod er 4,1 °C, og den gennemsnitlige årlige nedbør er 573 mm.
Gennemsnitstemperaturen er højest i juli på 17,2 °C. Januar er den koldeste måned, med en gennemsnitstemperatur på -9,0 °C.

## Historie

### Starten på Rurikdynastiet
Novgorod er den ældste slaviske by, som er registreret i Rusland. Byen nævnes første gang i 859 og var allerede da en vigtig handelsplads på væringenes (skandinavernes) handelsrute mellem Baltikum og Konstantinopel. Ifølge den nordiske mytologi eksisterede Holmgard meget tidligere, men det er vanskeligt at adskille myter fra historiske fakta. Senere nævnes Holmgard kun som en fæstning inde i byen Rjurikovo Gorodisjtj, opkaldt efter den nordiske hersker Rurik (ca. 830 – 879), der blev inviteret til byen for at skabe ro og orden, og som gjorde den til sin hovedstad. Arkæologiske fund antyder, at Gorodisjtj, som var knjazens (prinsens) residens, kan dateres til midten af 800-tallet, men selve byen dateres til slutningen af århundredet. I midten af 900-tallet var Novgorod en fuldt udviklet middelalderby og et politisk centrum. Rurikdynastiet regerede over Rusland i mere end 750 år.

### Kijevriget
I 882 indtog Ruriks efterfølger, Oleg af Novgorod (Helge), Kijev og grundlagde Kijevriget. Han valgte Kijev som sin hovedstad, hvilket gjorde Novgorod til den næstvigtigste by i riget, men den beholdt sin position som centrum for udenlandshandel. Ifølge traditionen blev den ældste søn og arvingen til den regerende fyrste i Kijev sendt til Novgorod som barn. I nordisk mytologi blev byen nævnt som hovedstad i Gardarige. Fire norske konger – Olav Tryggvason, Olav Haraldsson, Magnus Olavsson og Harald Hardråde, søgte tilflugt i Novgorod fra fjender i hjemlandet. Tidligt i 900-tallet sendte Novgorod et felttog mod Konstantinopel (norrønt Miklagard) for at sikre handelen med byen. Dette resulterede i en integrering af østslaviske stammer i Kijevriget.
Af alle deres fyrster satte novgoroderne mindet om Jaroslav den vise (978 – 1054). Han udstedte de første skrevne love (senere inkluderet i Russkaja Pravda) og finansierede bygningen af den mægtige Skt. Sofia-katedral (1045), som stadig eksisterer. Som tak for hjælpen til at besejre sin ældre bror og beholde tronen tildelte Jaroslav byen Novgorod flere privilegier. Til gengæld opkaldte novgoroderne byens torv efter Jaroslav. Indførelsen af kristendommen i slutningen af 900-tallet gjorde Novgorod til et mægtigt, kirkeligt center. Novgorod biskoppens anstrengelser for at sprede troen bar frugt i midten af 1100-tallet, og embedet fik ærkebiskoprang, den mægtigste klerikale titel i de russiske fyrstendømmer.

#### Holmgård og Norge
Novgorod (Holmgård) spiller en interessant rolle i norsk historie. Olav Tryggvason tilbragte dele af sin barndom her hos fyrst Vladimir, og Olav Haraldssons opholdt sig her.
Da kong Knud den Store tog til Norge for at sikre sit greb over landet, måtte Olav Haraldsson flygte. Efter en kort tid i Sverige slog han sig ned i "Holmgård" (Novgorod) i "Gardariget", hvor han blev vel modtaget af storfyrst Jaroslav og hans fyrstinde Ingegerd af Sverige, som Olav i sin tid skulle have været gift med.
Snorri skriver i sin kongesaga Heimskringla, at Olav gennemgik en dyb åndelig udvikling i Gardariget. Olav kommer til Gardariget og lærer lidelsens mysterium at kende. Hans kongegerning har lidt skibbrud. Fædrenearven er taget fra ham. Odelslandet er erobret af en udenlandsk konge. Kristendommens fremtid er truet, når stormændene fremturer som tidligere. Den selvbevidste Olav lever nu på fyrst Jaroslavs nåde. Han gør en dårlig figur foran sin tiltænkte fæstemø Ragnhild. Han er handlingslammet. Magtens glorie er taget fra ham, en konge uden land. Skal han tage imod fyrst Jaroslavs tilbud om at styre over de hedenske bulgarere? Flokken af mænd, som har fulgt ham fra Norge, råder ham fra det.
"Det hændte en søndag, at kong Olav sad til bords i højsædet og faldt i så dybe tanker, at han ikke sansede tiden. Han havde en kniv i hånden, holdt på en pind og skar nogen træsplinter af den. En mundskænk stod og holdt et bæger foran ham. Han så, hvad kongen gjorde, og fornemmede, han sad i andre tanker. Han sagde : «I morgen er det mandag, herre.» Kongen så på ham, da han hørte dette, og kom til at tænke på det, han havde gjort. Da bad kongen, at de skulle give ham et lys. Han samlede alle træsplinterne, han havde skåret, sammen i hånden. Så tændte han ild på dem i hånden og lod træsplinterne brænde. Af dette kan man fornemme, at han holdt loven og buddene nøje og ikke ville gøre andet, end det han vidste var ret.", Snorri Sturluson, Heimskringla
Grublerier tærer over tid på sindets kræfter. Der er bare én ting at gøre – lægge sin sag i Guds hænder. Det gør Olav. Snorri beretter:
"Sådanne tanker gik han ofte med og gav sin sag ind under Gud og bad ham om at lade noget ske, så han kunne se, hvad der var det bedste."
Det er bønnen, som bringer Olav ud af grubleriernes onde cirkel. Snorri skriver:
"Det er sagt, at Olav var en from mand, som bad til Gud alle sine dage. Men efter at hans magt svandt, mens modstanderne blev stærkere, lagde han al sin møje i at tjene Gud. Da havde han ikke noget andet at tænke på, som kunne føre ham bort fra det."
Olav bryder op fra Novgorod i 1030 for at generobre Norge og befæste den spæde og vaklende kristendom der. Vejen fører til Stiklestad, hvor han falder den 29. juli.

### Republikken Novgorod
I 1136 løsrev novgorodske handelsmænd og bojarer sig fra Kiev, forviste deres prins og udråbte Republikken Novgorod. Ikke længe efter okkuperede tatartropper størstedelen af Rusland. Novgorod var den eneste by, som undslap tatarerne, fordi byen var omgivet af mose og sump.
Den mægtige bystat kontrollerede størstedelen af det nordøstlige Europa fra dagens Finland og Estland til Uralbjergene. Den vigtigste person i Novgorod var da posadniken, en slags "borgmester", offentlig valgt fra byens aristokrati af en samling kaldet veche. Novgorod-retten blev formelt ledet af prinsen (som også blev valgt af veche-samlingen), men hans afgørelser skulle bekræftes af posadniken for at være gældende. I 1200-tallet blev Novgorod en del af Hansaen og blev en af Europas fire vigtigste handelsbyer sammen med Bergen, Brugge og London. Tyske handelsmænd dannede en koloni i Novgorod. De kaldte byen for Naugard. Eksportvarerne var hovedsagelig pels, skind, voks, honning, lin og tjære. Stoffer og metaller blev importeret fra Europa og korn fra Centralrusland. Transithandelen med Centralasien nåede også et højdepunkt.
Igennem middelalderen havde Novgorod en god fremgang, byen blev et af Europas vigtigste handels- og kulturelle centre. Størsteparten af indbyggerne var læse- og skrivekyndige, og de brugte ark af birkebark til skriftlig kommunikation. Allerede i løbet af 1000-tallet fik byen sin første skole, og Novgorod blev en af Ruslands hovedbyer, når det gjaldt litteratur og bogproduktion. Nogle af de ældste russiske dokumenter blev skrevet i Novgorod. Mens Paris og London vadede i dynd, blev Novgorod berømt hos udlændinge for sine brolagte veje og rene gader. Handelsmanden Sadko fra Novgorod blev også en populær helt i russisk folklore.
I 1200-tallet var Novgorod hårdt presset af danskerne i alliance med korsfarerordenerne Den tyske Orden og Sværdbroderordenen. Ledet af biskop Hermann von Buxhoeven af Dorpat angreb de fra Estland mod Novgorod, men den ca. 2.000 mand store styrke blev slået tilbage af ca. 6.000 russere under Alexander Nevskij af Novgorod ved slaget på den islagte Peipus-sø den 4. april 1242.
(Slaget er senere indgået i russisk og sovjetisk patriotisk propaganda i 1930'erne eftersom det var den sidste gang i århundreder, at tyskerne var gået til angreb på Rusland. Slaget skildres i Sergej Eisensteins storfilm "Aleksander Nevskij", men i filmen ender slaget fejlagtig med, at isen brast under korsfarerne.)
Novgorod var på højden i 1300-tallet. Da var befolkningstallet vokset til omkring 400.000. Byens storslåethed fra denne periode med hundredvis af kirker, handelshuse, lagre og markedspladser har været et rigt grundlag for russisk kunst og folklore. Novgorods arkitektur, ikonmaling, dekor og guldsmedekunst er kendt over hele verden. Men århundredet var også starten på nedgangstiderne med blandt andet kampen mod det overlegne Moskva.

### Indlemmelse i Moskvastaten
Novgorods voldsomme øgning i befolkningstallet førte til, at det efterhånden blev vanskeligt at brødføde de mange indbyggere. Samtidigt svækkede interne stridigheder blandt republikkens ledere bystatens suverænitet. Byen var afhængig af Vladimir-Suzdal-regionen for korn. De store byer i området, Moskva og Tver, brugte denne afhængighed til at få kontrol over Novgorod. Storfyrstendømmet Moskva havde på denne tid samlet mange byer og områder i Rusland og var blevet et mægtigt rige.
I 1478 annekterede Ivan III Novgorod,[kilde mangler]
og i 1494 fordrev han hansekøbmændene fra Novgorod.
Novgorod forblev Storfyrstendømmet Moskvas tredjestørste by, frem til Ivan den Grusomme plyndrede byen og dræbte flere tusinde af indbyggerne i 1570.[kilde mangler]
Men Novgorod beholdt sin kommercielle position, frem til Skt. Petersborg blev grundlagt i 1703.[kilde mangler] Mellem 1611 og 1617 var Novgorod okkuperet af Sverige, men det lykkedes Rusland at erobre byen tilbage. I 1727 blev byen hovedstad i Novgorod oblast.

### 2. verdenskrigs ødelæggelser
Novgorod havde modstået angrebene fra ridderne af Den tyske Orden og Sværdbroderordenen, og svenske angreb og undgik ødelæggelser under den mongolske invasion. Men under 2. verdenskrig havnede Novgorod i frontlinjen og blev okkuperet af tyske styrker den 15. august 1941. De historiske mindesmærker blev systematisk ødelagt. Da den Røde Armé befriede byen 20. januar 1944, stod kun 40 af de oprindelige 2.536 stenbygninger tilbage. Store mængder kunst- og kirkeskatte var også blevet "bragt i sikkerhed" til Tyskland. Amerikanerne sendte det, de fandt og kunne identificere tilbage fra det besatte Tyskland i slutningen af 1940'erne, men meget er stadig ikke kommet tilbage.
Oveni de store menneskelige og materielle tab medførte den tyske besættelse af Novgorod en mere akademisk skade. Den stortyske propaganda lagde, ikke overraskende, stor vægt på, at ikke bare Novgorod, men også Rusland som sådan, havde skandinaviske rødder. Og da Novgorod var indtaget, havde den tyske filmavis "Wochenschau" skrevet: "Novgorod, den gamle tyske hansestad Naugard, Østens Nürnberg, er på vore hænder".

Efter krigen blev det vanskelige tider for de russiske historikere, som i deres forskning var kommet frem til, at svenske vikinger havde spillet en vigtig rolle i byens og landets historie. En af dem, som fik dette at føle, var historikeren Lev Klejn. Han analyserede modviljen således: 
| Citat | "Det drejer sig om den nationale stolthed. For mange russere var det en formastelig påstand, at den russiske stat på noget tidspunkt skulle være blevet styret af fremmede folkeslag. Vikingerne var jo skandinaviske germanere, de var nordgermanere, og derfor var det en utålelig tanke." | Citat |
|       | |       |

 Så sent som i 1979 blev "normannisten" Lev Klejn dømt til tre års fangelejr, på papiret på grund af homoseksualitet, i realiteten af førstnævnte grund. [kilde mangler]
Efter krigen er byens centrum gradvist blevet restaureret. De vigtigste monumenter blev beskyttet af UNESCOs liste over verdensarvsteder i 1992. I 1998 blev byen officielt omdøbt til Velikij Novgorod og fik dermed sin middelaldertitel tilbage: Mægtige Novgorod.

## Seværdigheder
Ingen andre russiske eller ukrainske byer kan konkurrere med Novgorod om variationen og alderen på middelaldermonumenterne. Novgorod har, i lighed med mange russiske byer et Kreml (dansk: ~ fæstningsværk). Her findes Sofiakatedralen og tusindårsmindesmærket for Rusland, formet som en kirkeklokke (motivet finder man igen på 5-rubelseddelen).

### Sofiakatedralen
Det fornemste af middelaldermonumenterne er Sofiakatedralen (russisk: Софийский Собор), der blev bygget mellem 1041 og 1050 af Vladimir af Novgorod, som blev ansporet til det af sin far, Jaroslav den Vise. Kirken skulle være et udtryk for Jaroslavs taknemlighed for Novgorods støtte til ham i hans kamp mod Kiev. Dette er den bedst bevarede kirke fra 1000-tallet, og den første som viser de oprindelige karaktertræk af russisk arkitektur med strenge stenmure og fem hjelmlignende kupler. Dette er en videreførelse af centralkirken med kupler i byzantinsk arkitektur. Freskerne i kirken blev malet i 1100-tallet og blev renoveret i 1860'erne. Ikonografien er byzantinsk med bl.a. afbildning af Konstantin den Store og hans mor kejserinde Helena. Katedralens berømte bronzeporte er lavet i Magdeburg i 1156 og skal angivelig være stjålet af novgoroderne fra den daværende svenske hovedstad Sigtuna i 1178.
Fra 1100-tallet til 1400-tallet var Sofia-katedralen det ceremonielle og åndelige centrum for republikken Novgorod.
Navnet Sofia er græsk og betyder visdom, som er en af de syv kristne hoveddyder. Initiativtageren til kirken havde allerede under byggeperioden tilnavnet den vise. Men navnevalget bør primært ses i lyset af, at de russiske kristne skelede til den østlige kristendoms berømte hovedkirke i Konstantinopel, Hagia Sofia, da dedikationen "visdom" var en allegorisk "mellemstation": Den hellige Visdom (he hagia sophia) skal forstås som Kristus, som er Guds inkarnerede Ord.

### Novgorods Kreml
Novgorods Kreml er det ældste i Rusland. Fæstningen er nævnt så tidligt som i 1044, og dagens mure og tårn er fra 1400-tallet. Traditionelt er fæstningen kendt som "Detinets", og her fandt det vigtigste i novgorodernes samfund sted; fæstningen husede udenlandske ambassader, her blev militære styrker samlet, før de drog ud i kamp, og her foregik veche-møderne.
Kreml indeholder også det ældste palads i Rusland, det såkaldte Fasettkammeret (ærkebispegården), som blev bygget i gotisk stil af tyske mestre i 1433.
Her finder vi også det ældste, russiske klokketårn (fra 1493) med et sæt af klokker fra mellem 1500-tallet og 1700-tallet. Det ældste russiske klokketårn fra 1673 står også her. Blandt nyere konstruktioner er det mest bemærkelsesværdige det kongelige palads (fra 1771) og bronzemindesmærket for det russiske tusindårsjubilæum (fra 1862).

### Tusindårsmindesmærket
Mindesmærket er udformet af Mikhail Mikesjin og blev afsløret 8. september 1862. Motivet er en klokke i bronze med en højde på 15,7 m og en vægt i bronze på 65,5 ton. Monumentet udødeliggør de vigtigste personer fra Ruslands historie. Den knælende figur på toppen personificerer Rusland. Under toppen, rundt om klokken, står seks grupper af figurer, som symboliserer hver sin tidsepoke af russisk historie frem til begyndelsen af 1700-tallet. Relieffrisen under afbilder militære helte, statsmænd, videnskabsmænd, poeter, forfattere og kunstnere – i alt 109 figurer.

### Andre kirker i Novgorod
I alt findes der 39 kirker og katedraler i byen. Man må i denne forbindelse ikke tænke på det vestlige katedralsbegreb som en residerende biskops ene og eneste domkirke.
Udenfor fæstningsmurene står der tre katedraler, som blev bygget under Mstislav den Store, den sidste monark af det forenede Rusland. Skt. Nikolaskatedralen (1113-23) indeholder fresker af Mstislavs familie. Jurevklosteret (sikkert det ældste kloster i Rusland) indeholder en romansk katedral fra 1119. En lignende katedral med tre tårne (1117), som står i Antonievklosteret, er sandsynligvis bygget af de samme bygmestre.
Der er mange gamle kirker spredt over hele byen. Nogle af dem blev sprængt af tyskerne og er senere blevet restaureret. Eksempler på de ældste er kirkerne, som er indviet til Skt. Peter og Paulus (1185-92), Maria Bebudelseskirken i Mjachino (1179), Maria Himmeloptagelseskirken på Volotovo (1180'erne – ødelagt af den tyske Wehrmacht under 2. verdenskrig. Genopbygningen er for det meste finansieret af Tyskland og var færdig i 2002. Skt. Paraskevakirken (1207). Det største mesterværk fra tidlig novgorodsk arkitektur finder vi i Vor Frelsers kirke ved Nereditsa (1198).
I 1200-tallet var der en udstrakt bygning af mindre kirker, Skt. Nikolaskirken (1292) er af denne type. Denne kirke er også kendt for sine fresker fra 1300-tallet. Senere i 1300-tallet blev der udviklet to nye kirkeformer, Skt. Theodors kirke (1360-61) med sine flotte fresker fra 1380'erne repræsenterer den ene og Frelserens kirke (1374) i Iljina-gaden den anden.
Under republikkens sidste århundrede blev et par nye kirker indviet til Skt. Peter og Paulus (Slavna 1367 og Kozhevniki 1406), til Kristi fødsel (Cemetery 1387), til Apostelen Johannes (1384), til De hellige apostle (1455), til Skt. Demetrius (1467), til Skt. Simeon (1462) og til andre helgener. Ingen af disse kirker er så nytænkende i formen som kirkerne fra den forrige epoke. Flere helligdomme fra 1100-tallet blev taget fra hinanden bid for bid og så sat sammen igen, akkurat som de var.
Ivan IIIs erobring af Novgorod i 1478 ændrede afgjort karaktertrækkene i den lokale arkitektur. Større bygninger blev derefter udført af bygmestre fra Moskva og bar præg fra katedralerne på Moskvas Kreml, for eksempel Frelserkatedralen på Khutjnklosteret (1515) og Nikolaskatedralen på Vjaschizhjklosteret (1685). Men alligevel blev der bygget provinsielle kirker efter lokale traditioner, for eksempel Skt. Boris og Gleb-kirken (1586).

## Friluftsmuseet
I landsbyen Vitoslavlitsj på vejen mellem Novgorod og Jurievklosteret er der etableret et friluftsmuseum med trækunst. Mange trækirker, huse og møller, nogle helt fra 1300-tallet, er blevet bragt hertil fra hele Novgorodregionen.